# Пожарницы
Пожарницы — деревня в Камешковском районе Владимирской области России, входит в состав Пенкинского муниципального образования.

## География
Деревня расположена в 5 км на запад от центра поселения деревни Пенкино и в 23 км на юго-запад от райцентра Камешково близ автодороги М-7 «Волга».

## История
В конце XIX — начале XX века деревня входила в состав Пенкинской волости Владимирского уезда, с 1924 года — в составе Второвской волости. В 1859 году в деревне числилось 8 дворов, в 1905 году — 26 дворов, в 1926 году — 28 хозяйств.
С 1929 года деревня входила в состав Неверковского сельсовета Владимирского района, с 1940 года — в составе Гатихинского сельсовета Камешковского района, с 1954 года — в составе Пенкинского сельсовета, с 2005 года — в составе Пенкинского муниципального образования.

## Население
| 1859 | 1905 | 1926 |
| ---- | ---- | ---- |
| 79   | 141  | 142  |

| 1859 | 1905 | 1926 | 2002 | 2010 | 2021 |
| ---- | ---- | ---- | ---- | ---- | ---- |
| 79   | ↗141 | ↗142 | ↘12  | ↘1   | ↗11  |